# Убийство семьи Лоусон

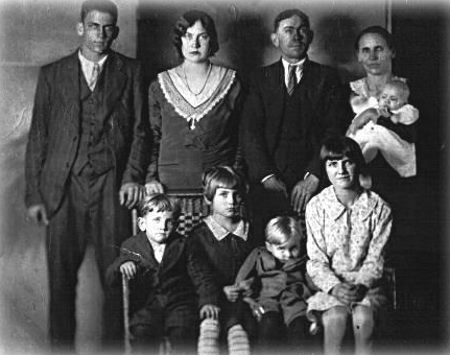
Студийный портрет Лоусонов, сделанный за несколько дней до того, как Чарли Лоусон убил всех членов своей семьи, кроме одного. Стоящие (с лева на право): Артур (16), Мари (17), Чарльз (43), Фанни (37), держащая на руках малышку Мэри Лу. Сидящие (с права на лево): Кэрри (12), Рэймонд (2), Мэйбелл (7), Джеймс (4).

Убийство семьи Лоусон (англ. Murder of the Lawson family) — убийство семьи, произошедшее в Джермантоне, Северная Каролина, США 25 декабря 1929 года, в котором издольщик Чарльз Дэвис «Чарли» Лоусон убил свою жену и шестерых из семи своих детей.

## Предыстория
В 1911 году Чарльз Лоусон женился на Фанни Мэнринг, с которой у него родилось восемь детей. Третий, Уильям, родившийся в 1914 году, умер от болезни в 1920 году. В 1918 году, после переезда его младших братьев Мэриона и Элайджи в район Джермантон, Лоусон последовал туда вместе со своей семьей. Лоусоны работали в качестве арендаторов-табаководов, накопив к 1927 году достаточно денег, чтобы купить собственную ферму на Брук Коув Роуд.

## Убийства 1929 года
В 1929 году, незадолго до Рождества, Лоусон (43 года) взял Фанни (свою жену 37 лет) и их семерых детей, Мари (17 лет), Артура (16 лет), Кэрри (12 лет), Мэйбелл (7 лет), Джеймса (4 года), Реймонда (2 года) и Мэри Лу (4 месяца) в город, чтобы купить новую одежду и сделать семейный портрет. Это было необычным событием для сельской семьи рабочего класса той эпохи, что привело к предположениям, что поступок Лоусона был преднамеренным. Лоусон приобрёл собственную ферму за два года до этого, однако, вместе с тем, что сообщение Ассошиэйтед Пресс, вышедшее на следующий день после убийств, характеризовало Лоусона как «зажиточного фермера», предрождественский поход по магазинам выглядел вполне разумным.
Днём 25 декабря Лоусон впервые выстрелил в своих дочерей, Кэрри и Мэйбелл, когда они направлялись в дом своих дяди и тёти. Он ждал их у табачного сарая, пока они не оказались в пределах досягаемости, выстрелил в них из ружья 12-го калибра, а затем убедился, что они мертвы, нанеся им удары дубинкой. Он поместил тела в табачный сарай.
После этого Лоусон вернулся в дом и выстрелил в Фанни, которая стояла на крыльце. Как только раздался выстрел, Мари, находившаяся внутри, закричала, а два маленьких мальчика, Джеймс и Реймонд, попытались найти укрытие. Лоусон застрелил Мари, а затем нашёл и убил двух мальчиков. Наконец, он убил ребёнка, Мэри Лу; считается, что её забили до смерти. После убийства он ушёл в близлежащий лес и через несколько часов застрелился. В живых остался только его старший сын, 16-летний Артур, которого он послал с поручением незадолго до совершения преступления.
Тела членов семьи были найдены со скрещенными руками и камнями под головой. Выстрел, сигнализирующий о самоубийстве Лоусона, услышали многие люди, которые уже узнали об убийствах на участке и собрались там. Полицейский, который был с Артуром, побежал вниз и обнаружил тело Лоусона вместе с письмами его родителям. Поскольку отпечатки ног окружали дерево, было предположено, что перед тем, как покончить с жизнью, он вышагивал вокруг него.

## Теории о мотиве

### Травма головы Чарли
За несколько месяцев до этого события Лоусон получил травму головы; некоторые родственники и друзья предполагали, что она изменила его психическое состояние и связана с массовым убийством. Однако вскрытие и анализ его мозга в больнице Джонса Хопкинса не выявили никаких отклонений.

### Слухи о беременности Мари от Чарли
Только после публикации в 1990 году книги «Белое Рождество, кровавое Рождество» появилось утверждение о сексуальном насилии Чарли над Мари, начавшееся с анонимного источника, который услышал слух во время экскурсии по дому Лоусонов вскоре после убийств. За день до публикации книги автору позвонила Стелла Лоусон, родственница, у которой уже брали интервью для книги. Стелла сказала, что подслушала, как невестки и тёти Фанни, включая мать Стеллы Джетти Лоусон, обсуждали, как Фанни призналась им, что её беспокоили «кровосмесительные отношения» между Чарли и Мари. Джетти умерла в начале 1928 года, значит, Фанни подозревала кровосмешение по крайней мере за столько времени до убийств в конце 1929 года.
Эта теория получила дополнительную поддержку в книге «Смысл наших слёз», опубликованной тем же автором в 2006 году Близкая подруга Мари Лоусон, Элла Мэй, рассказала, что за несколько недель до Рождества 1929 г. Мари призналась ей, что беременна от собственного отца, и что и он, и Фанни знали об этом. Другой близкий друг и сосед семьи Лоусон, Хилл Хэмптон, заявил, что знал о серьёзных проблемах, происходящих в семье, но отказался от подробностей.

## Наследие
Вскоре после убийств брат Чарли, Марион Лоусон, открыл дом на Брук Коув Роуд в качестве туристической достопримечательности. На экскурсии был выставлен торт, который Мари испекла на Рождество. Поскольку посетители начали срывать изюм с торта, чтобы забрать его в качестве сувенира, он был помещён в закрытый стеклянный сосуд для тортов на долгие годы.
Это событие вдохновило на создание ряда песен и других посвящений, включая балладу об убийстве «Убийство семьи Лоусон», которая была записана братьями Стэнли в марте 1956 года.
Это дело также было показано в одном из эпизодов подкаста PRX «Криминал».
Лоусоны были похоронены на семейном кладбище, созданном в 1908 году, первоначально для семьи У. Д. Браудера и избранных друзей и соседей. Сегодня оно открыто для захоронений только для прямых потомков У. Д. Браудера из-за ограниченного количества участков. Артур Лоусон погиб в автокатастрофе в 1945 году (в возрасте 32 лет), оставив жену и четверых детей.

## Галерея

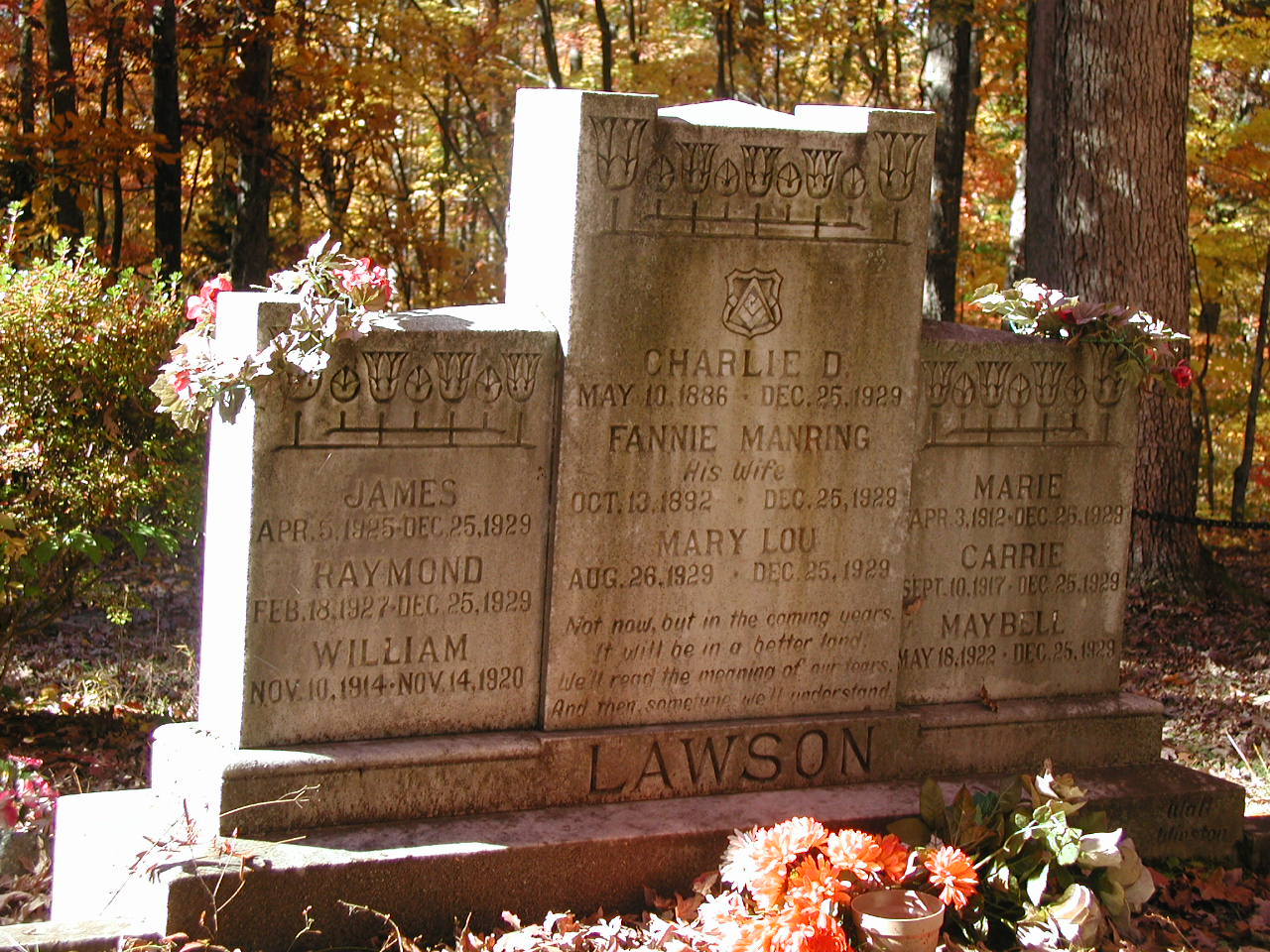
Имя массового убийцы Чарли Лоусона расположено на одном надгробии с жертвами своей семьи.
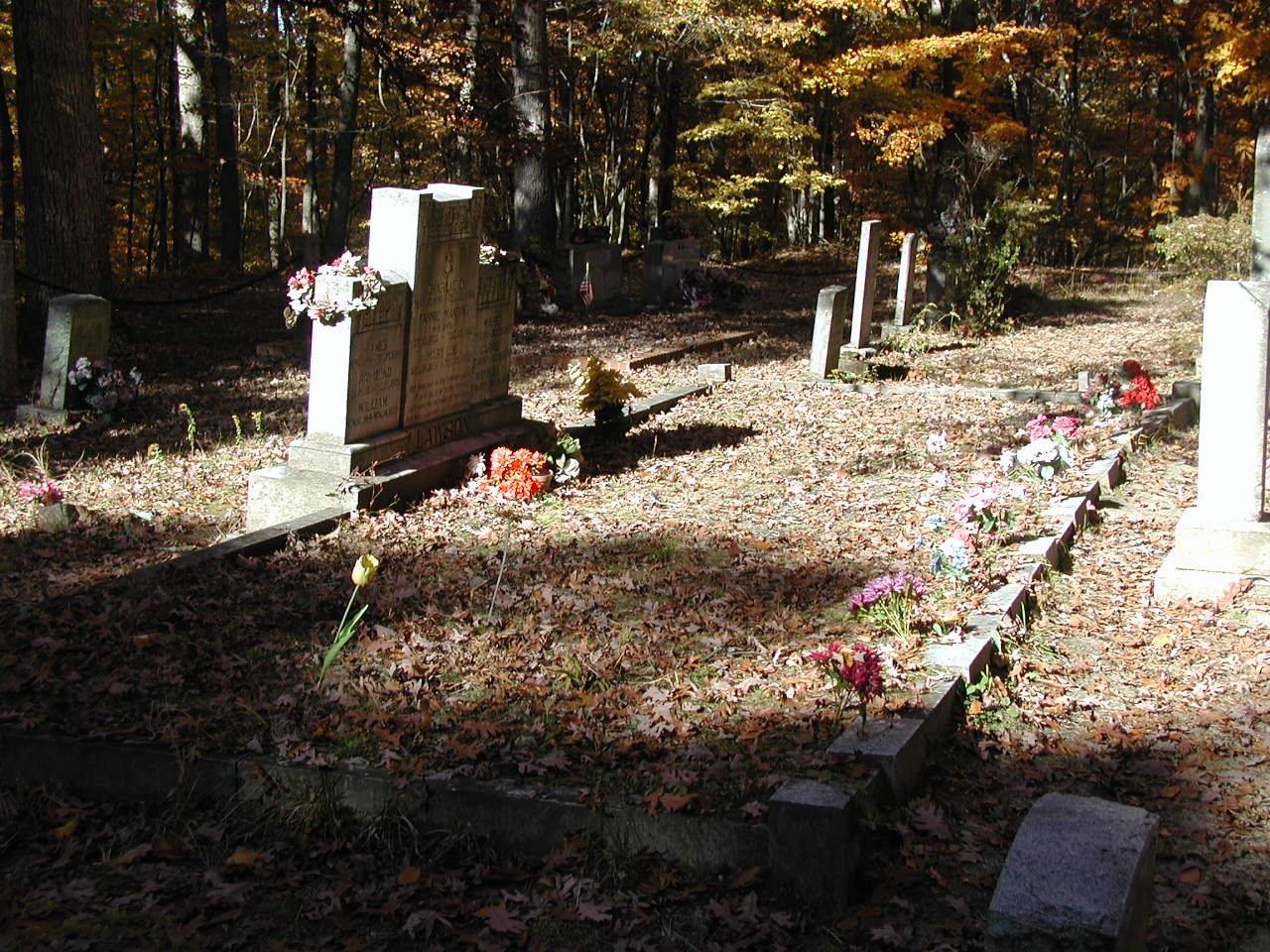
Бетонный бордюр окаймляет могилу, в которой покоятся Чарли и семь жертв.
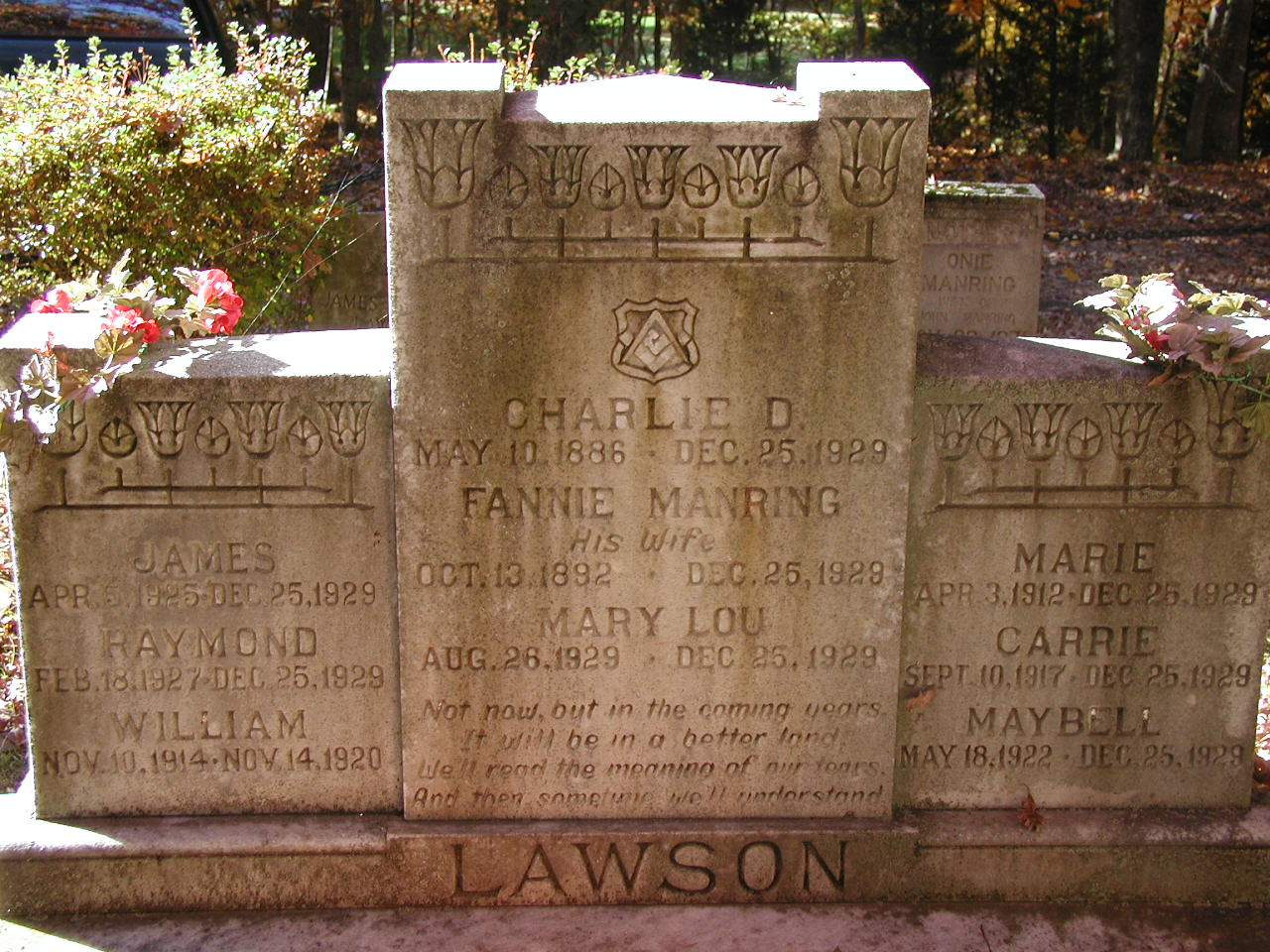
Надпись на надгробии гласит: «Не ныне, но в грядущие годы, земля станет лучше, И мы узнаем причину наших терзаний, а затем когда-нибудь поймём».